# Bendorfer Brücke
Die Bendorfer Brücke, auch Rheinbrücke Bendorf genannt, führt die Autobahn A 48 zwischen Koblenz und Bendorf über den Rhein.
Die 1029 m lange Brücke beginnt an der nördlichen Stadtgrenze von Koblenz, überquert die beiden Arme des Rheins und das nördliche Ende der Insel Graswerth, die zur Gemeinde Niederwerth gehört, und endet an der Anschlussstelle Bendorf/Neuwied. Die vierspurige Autobahnbrücke hat an der Nordseite auch einen Geh- und Radweg. Sie ist in der Region Koblenz nach der Europabrücke mit mehr als 60.000 Fahrzeugen pro Tag eine der am meisten frequentierten Brücken.
Die von Ulrich Finsterwalder mit architektonischer Beratung durch Gerd Lohmer geplante und 1965 fertiggestellte Bendorfer Brücke markiert einen bedeutenden Abschnitt in der Entwicklung des Brückenbaus. Die Spannbetonbauweise konnte sich im Wettbewerb erfolgreich gegen den Stahlbau durchsetzen, der bis dahin den Markt für weitgespannte Brücken beherrscht hatte. Im Freivorbau mit Vorbauwagen erstellte Spannbetonbrücken konnten auch die am Rhein erforderlichen großen Spannweiten ohne Störung des Schiffsverkehrs überbrücken. Die Bendorfer Brücke hatte mit einer Spannweite von 208 m über der Fahrrinne des Rheins die zu der Zeit weltweit größte Spannweite aller Spannbetonbalkenbrücken.

## Geschichte
Bereits Ende der 1930er Jahre begann man mit dem Bau der heutigen A 48. Dazu waren bereits einige Streckenabschnitte im Bau, so beispielsweise bei Koblenz-Bubenheim, wo die nie genutzten Widerlager einer Brücke erhalten sind. Bedingt durch den Ausbruch des Zweiten Weltkriegs wurden die Bauarbeiten aber eingestellt.
Nach dem Krieg wurde der Bau der Autobahn in den 1950er Jahren wieder aufgenommen, mit teilweise veränderter Streckenführung. 1960 wurde die  Überquerung des Rheins zwischen Sankt Sebastian und Kesselheim auf der Westseite und Bendorf auf der Ostseite in zwei Losen ausgeschrieben. Auf der Nordseite der Brücke wurde, für Autobahnbrücken eher ungewöhnlich, auf ausdrücklichen Wunsch der Nachbargemeinden ein Geh- und Radweg vorgesehen. An dem Wettbewerb nahmen viele namhafte Stahlbaufirmen und Bauunternehmungen teil. Erfolgreich war der Entwurf, den Ulrich Finsterwalder, Chefkonstrukteur und persönlich haftender Gesellschafter der Dyckerhoff & Widmann KG, mit architektonischer Beratung von Gerd Lohmer ausgearbeitet hatte. Mit der Ausführung des Loses I (Überbrückung des Hauptstromes bis zur Insel Graswerth) wurde eine Arbeitsgemeinschaft der Firmen Dyckerhoff & Widmann und Grün & Bilfinger beauftragt, das Los II (Flutbrücke ab Insel Graswerth) wurde der Firma Wayss & Freytag übertragen.
Mit den Bauarbeiten wurde am 15. März 1962 begonnen. Die Flussbrücke mit der größten Spannweite wurde am 21. August 1964 und die restliche Brücke am 13. August 1965, nach einer gesamten Bauzeit von über drei Jahren, fertiggestellt und 3 Tage später für den Verkehr freigegeben. Die Baukosten betrugen damals 27,13 Millionen DM, was heute rund 65,6 Millionen Euro entspricht.
Das Bauwerk war zur Erbauungszeit weltweit die Balkenbrücke aus Spannbeton mit der größten Stützweite. Sie hielt diesen Rekord bis 1972, als sie durch japanische Lizenzbauten abgelöst wurde. In Deutschland hält sie den Rekord bis heute.
Ende der 1980er Jahre musste das Bauwerk aufgrund einer Vielzahl unzureichend verpresster Spannglieder aufwendig saniert werden. Eine weitere Sanierung, insbesondere der Fahrbahndecke, erfolgte in den Jahren 2019, 2020 und 2021. Trotzdem dürfte sich die Brücke dem Ende ihrer Lebensdauer nähern und zwischen 2030 und 2035 ein Ersatz notwendig sein.

## Konstruktion und Bauausführung
Die Bendorfer Brücke ist eine Balkenbrücke aus Spannbeton und besteht aus der 524,50 m langen Strombrücke vom linken Rheinufer bis Graswerth (Los I) und der 505 m langen östlichen Vorlandbrücke von Graswerth bis zum Bendorfer Bahnhof (Los II), die auf einem 2,5 m breiten Trennpfeiler mit einer Dehnfuge geteilt sind. Beide Brücken auf insgesamt 16 massiven Pfeilern haben für die beiden Richtungsfahrbahnen zwei getrennte Überbauten aus Hohlkästen und als Bauwerkssystem in Längsrichtung den Durchlaufträger.
Die Stützweiten der Strombrücke betragen 43,00 + 44,35 + 71,00 + 208,00 + 71,00 + 44,35 + 43,00 m. In Querrichtung sind die zusammen 30,86 m breiten Überbauten als einzellige Spannbetonhohlkästen mit einer gevouteten Konstruktionshöhe ausgeführt. Über den Strompfeilern beträgt die Höhe 10,45 m und in der Mitte des 208 m gespannten Hauptfeldes 4,4 m. Dort ist ein Momentengelenk vorhanden. Die beiden Strompfeiler sind nur 2,80 m dick, da die 208 m weite Hauptstromöffnung von nur 71 m weiten Randfeldern flankiert wird. Dadurch werden die Kragarme der Hauptöffnung relativ starr in die Randfelder eingespannt, so dass nur geringe Biegemomente auf die Pfeiler einwirken. Die Strompfeiler wurden zum Schutz vor Auskolkung mit Spundwänden versehen.
Die Stützweiten der im Grundriss bereichweise gekrümmten Vorlandbrücke betragen 47,85 + 54,00 + 56,00 + 58,00 + 60,00 + 94,00 + 52,00 + 41,50 + 41,00 m. In Querrichtung sind die Überbauten als einzeilige parallelgurtige Spannbetonhohlkästen ausgeführt. Die Konstruktionshöhe beträgt in Abhängigkeit von der Stützweite zwischen 5,0 m und 3,3 m am Widerlager.
Die Hauptstromöffnung wurde im Freivorbau mithilfe von vier Vorbauwagen (je zwei für die beiden Überbauten) errichtet. Jeder Vorbauwagen war einschließlich seiner Nutzlast (Frischbeton, Spannglieder, Bewehrung) 100 Tonnen schwer und rundum vor Wind und Wetter geschützt. Mit einer Heizung konnte sogar bis zu minus 7 °C gearbeitet werden. Der Freivorbau begann auf beiden Seiten des linken Strompfeilers mit der Herstellung der Kragarme in Form zweier das Gleichgewicht haltenden Waagebalken. Nach der Fertigstellung der Kragarme wurden die Vorbauwagen auf den rechten Strompfeiler versetzt. Nachdem die Kragarme auf der rechten Seite hergestellt waren, wurden die beiden äußeren Vorbauwagen, nun gestützt von einer Pylonabspannung, auch für  die Herstellung der Überbauten vor der Insel Graswerth eingesetzt.
Die westliche Vorlandbrücke sowie die Brückenteile über Graswerth und den Bendorfer Bahnhof wurden mithilfe eines Standgerüstes betoniert.

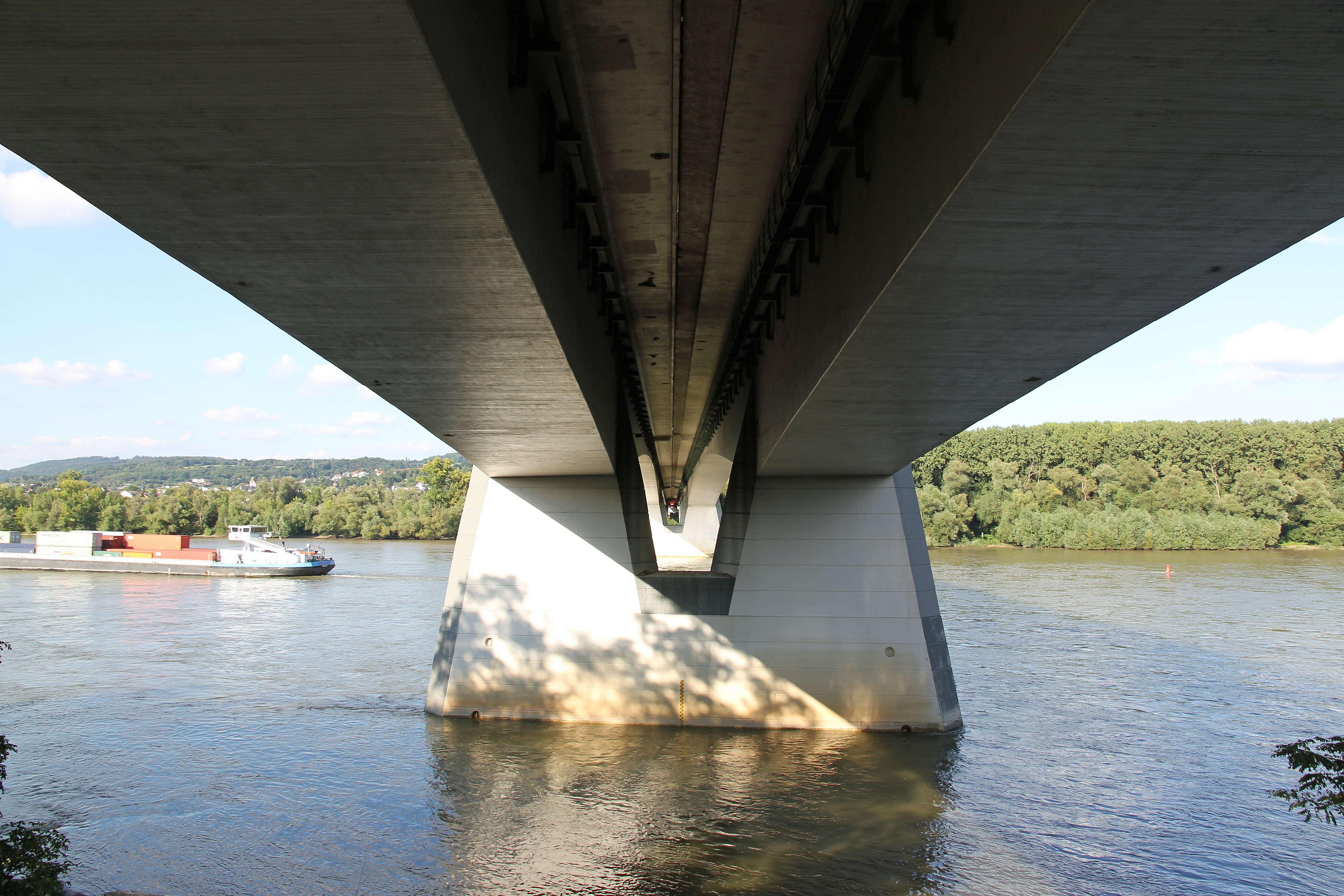
Unterbau und Flusspfeiler
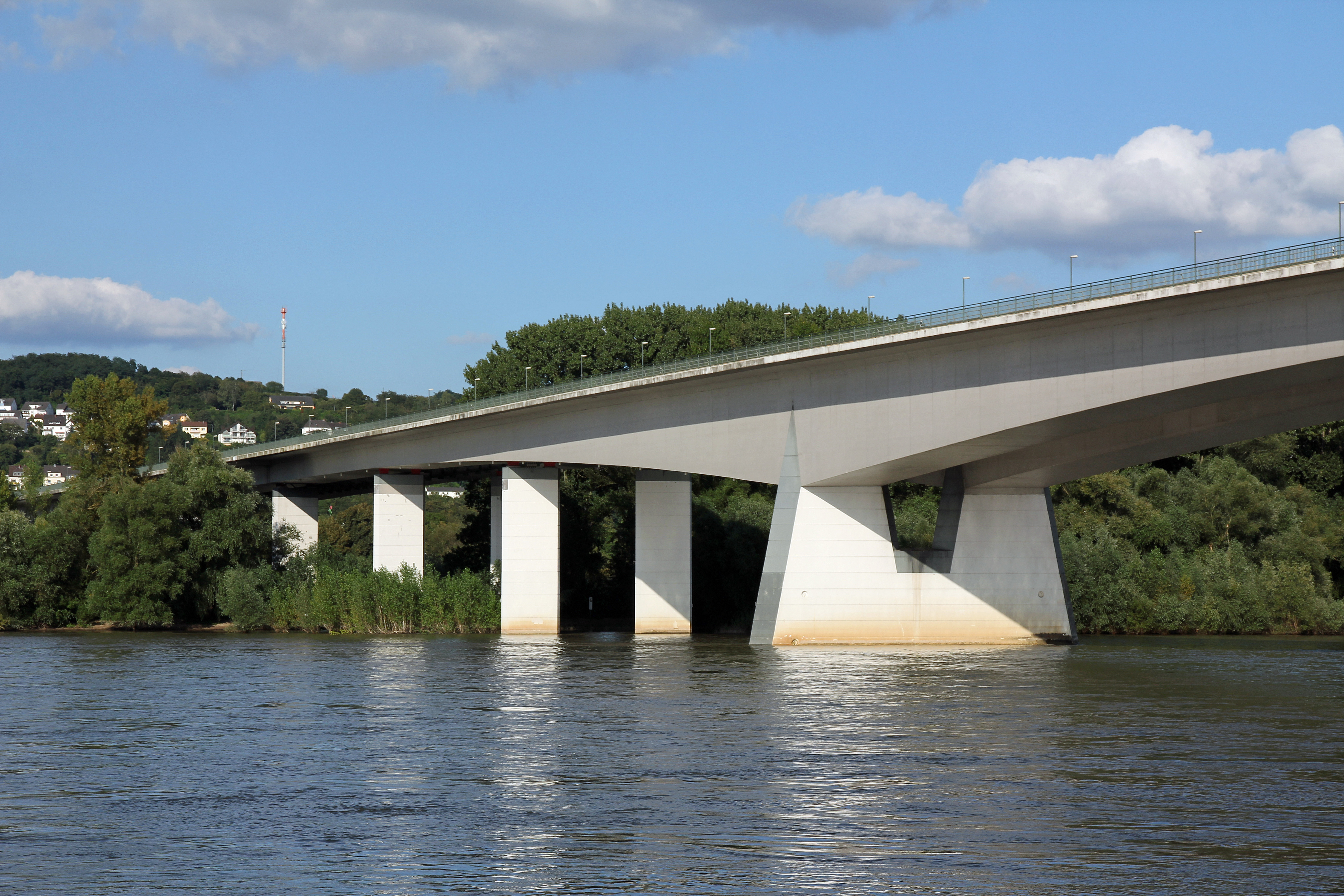
Brücke über Graswerth
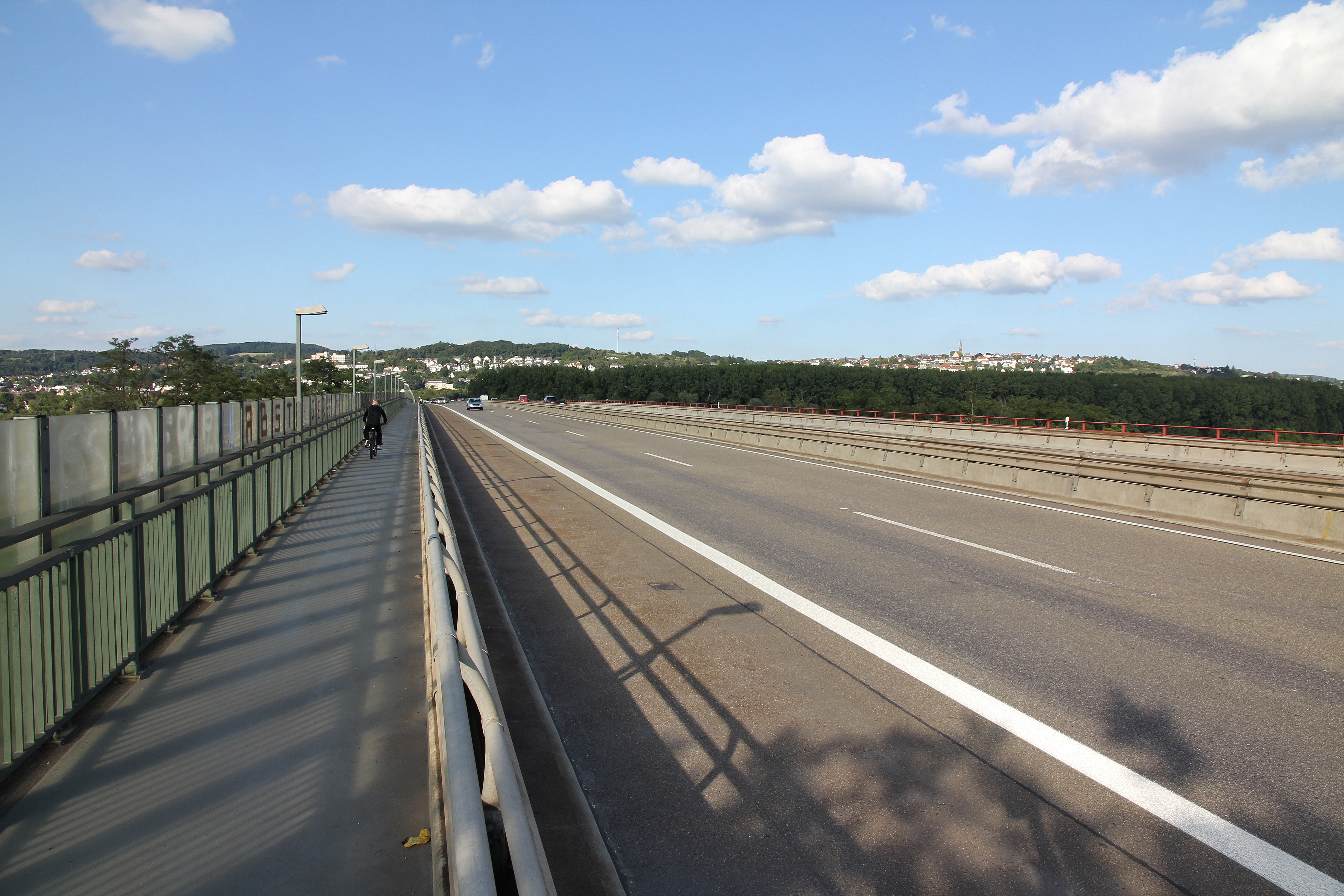
Fahrbahn mit Fuß- und Radweg
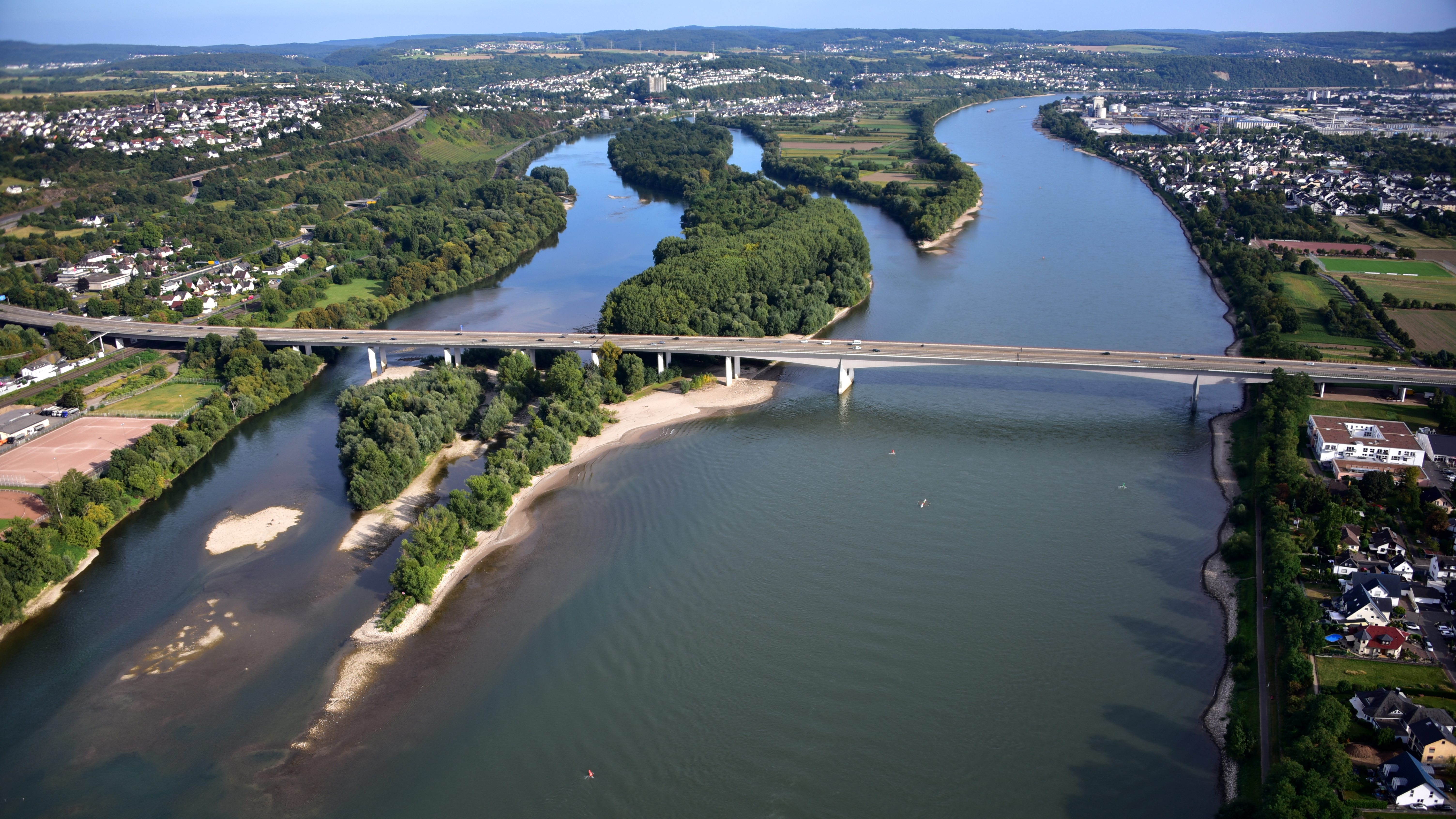
Bendorfer Brücke, Luftaufnahme (2016)